# Zhaneta Andrea
Zhaneta Andrea (Korçë, 22 maart 1937 - Tirana, 14 oktober 2022) was een Albanese archeologe.

## Biografie
Andrea werd geboren in Korçë en studeerde archeologie aan de Universiteit van Sofia. Als een van de eerste vrouwelijke archeologen van haar tijd, concentreerde ze zich voornamelijk op de prehistorie van haar land. Haar onderzoek resulteerde in verschillende wetenschappelijke artikelen en een monografie genaamd "Kultura ilire e tumave në Pellgun e Korçës" ("De Illyrische cultuur van de heuvels in het Korça-bekken"). Ze nam deel aan haar eerste opgravingen in 1962. Andrea overleed op 14 oktober 2022 in Tirana op 85-jarige leeftijd.
- CiNii: DA1854819X
- International Standard Name Identifier: 0000 0003 8538 8448
- Library of Congress Control Number: n86092827
- Système universitaire de documentation: 243577044
- Virtual International Authority File: 67950557
- WorldCat: E39PBJwHg3xPHKj669HrDYJv73